# Гамонес
Гамонес (ісп. Gamones) — муніципалітет в Іспанії, у складі автономної спільноти Кастилія-і-Леон, у провінції Самора. Населення — 103 особи (2010).
Муніципалітет розташований на відстані близько 240 км на північний захід від Мадрида, 36 км на захід від Самори.

## Демографія
Динаміка населення (INE ):

## Галерея зображень

Гамонес у провінції Самора